# Sarah Krumscheid
Sarah Madlin Krumscheid (* 23. September 1992) ist eine deutsche Fußballspielerin, die fünf Jahre nach dem Ende ihrer Spielerkarriere die SG 99 Andernach in der Saison 2025/26 ein zweites Mal verstärkt.

## Karriere
Krumscheid kam als B-Jugendspielerin in der Saison 2008/09 für den SC 07 Bad Neuenahr im Punktspielbetrieb zum Einsatz. Als diese kam sie in der Rückrunde der Saison für die erste Mannschaft in der Bundesliga zum Einsatz. Ihr erstes von sechs Einsätzen im Seniorinnenbereich erfolgte an 15. Spieltag mit dem 3:0-Sieg im Heimspiel gegen den SC Freiburg am 15. März 2009 mit Einwechslung für Lena Goeßling in der 83. Minute. In der Folgesaison wurde sie dreimal, in der Saison 2010/11 einmal in einem Bundesligaspiel berücksichtigt.
Für die in der drittklassigen Regionalliga Südwest spielenden Zweitvertretung kam sie im Zeitraum 15. August 2010 – 17. August 2013 in insgesamt 48 Punktspielen zum Einsatz, in denen sie drei Tore erzielte. Ihr erstes Tor im Seniorinnenbereich erzielte sie am 22. August 2010 (2. Spieltag) beim 6:2-Sieg im Heimspiel über den FSV Viktoria Jägersburg mit dem Treffer zum 5:1 in der 65. Minute; es war ihr erstes von neun Saisontoren. Für die in die Gruppe Süd der seinerzeit zweigleisigen 2. Bundesliga abgestiegenen ersten – und seit 2014 unter dem Namen SC 13 Bad Neuenahr spielenden – Mannschaft bestritt sie in der Saison 2013/14 21 von 22 Punktspielen. Mit dem Abstieg ihrer Mannschaft verließ sie diese.
Von 2014 bis 2019 spielte sie zunächst in der Regionalliga Südwest und in den Saisonen 2017/18 und 2019/20 in der jeweils zweithöchsten Spielklasse. Nach dem Ende ihrer Spielerkarriere blieb sie dem Verein als Co-Trainerin erhalten und half in vier Punktspielen aus. Sie kam am 30. April 2023 (21. Spieltag) im torlosen Auswärtsspiel gegen den 1. FFC Montabaur mit Einwechslung für Luisa Deckenbrock in der 80. Minute als Feldspielerin zum Einsatz. Am 15. Oktober 2023 (7. Spieltag) half sie erneut aus und wurde bei der 1:3-Niederlage im Auswärtsspiel gegen den 1. FC Riegelsberg in der 78. Minute für Hannah Ackermann eingewechselt. In der Folgesaison wurde sie am 10. und 17. November 2024 (10. und 11. Spieltag) in den Begegnungen mit dem Mehrspartensportverein TuS Issel (0:4) und dem SC 13 Bad Neuenahr (2:3) als Verstärkung eingesetzt.
Mit Beginn der Saison 2025/26 wird sie die erste Mannschaft der SG 99 Andernach im Tor unterstützen bzw. verstärken.

## Erfolge
SG 99 Andernach
- Zweimaliger Südwestmeister[8] und Aufsteiger in die 2. Bundesliga
  - Meister Regionalliga Südwest 2017 und 2019 und Aufstieg in die 2. Bundesliga Süd und 2. Bundesliga

SC 07 Bad Neuenahr
- Meister Regionalliga Südwest 2011 und Aufstieg in die 2. Bundesliga Süd